# Portatge
El portatge, era un antic impost de naturalesa indirecta, existent en els regnes de Castella, Aragó i Navarra que podia gravar els drets de trànsit, que satisfeien els que anaven de camí, trepitjaven terreny del rei o del senyor, o entraven a la ciutat. En altres ocasions gravava les transaccions en si i es solien demanar en els llocs de major concurrència, sobretot a les fires i mercats. Podia gravar tant a les persones, com a les mercaderies o animals.
Era semblant al dret barcatge o al dret de pontatge, però en casos diferents.

## Brasil
Al Brasil, el portatge era anomenat passatge (portuguès: passagem) es va començar a institucionalitzar en el període colonial, probablement al segle xviii, per part de la corona portuguesa. La seva implementació fou impulsada pel començament de l'anomenat cicle de l'or, quan els abanderats van descobrir grans quantitats de metall a l'interior de la colònia. Més tard es van convertir en una important font d’ingressos i supervisió de la colònia, fins a tal punt que el sistema es va mantenir fins i tot després de la independència. Amb l'arribada del ferrocarril, durant el Segon regnat), va començar el seu declivi fins a l'abandó total del sistema durant la Primera República.
Sovint els passatges es trobaven dins de propietats privades, especialment de productors de cafè i d'altres pertanyents al nobiliarcat nacional. Així, part dels ingressos es destinaven al propietari, motiu pel qual va generar un gran interès entre els agricultors brasilers fins a la caiguda de l'antic règim monàrquic, amb la consegüent deslegitimació dels títols nobles.
La recaptació de l'impost es podria fer de tres maneres:
- directa, per funcionaris del Tresor Reial (Fazenda Real);
- acabada, mitjançant licitacions públiques realitzades pels Provedorias i les Juntes del Tresor Reial, establint un compromís fix entre el guanyador i la Corona, independentment de l’import que cobraria mensualment als viatgers.
- concedida, com a recompensa pels serveis prestats a la Corona.

Atenent principalment a les exigències del cicle de l'or, durant el qual es va explorar el que llavors eren les Mines Generals, els passatges estaven concentrats a les regions del nord-est i del sud-est, tot i haver estat realitzats per totes les regions (capitanies).

### Principals passatges
| Nom                                | Localització                                   | Registre més antic | Licitador principal                                                                              |
| Cachoeira                          | Riu Paraíba, al costat de Cachoeira Paulista   | 1764               |                                                                                                  |
| Piedade                            | Riu das Velhas, al costat de Serra da Piedade  | 1725               |                                                                                                  |
| Porto Real da Passagem             | Rio das Mortes, al costat de São João del-Rei  | 1778               |                                                                                                  |
| Guaipacaré                         | Riu Paraíba, al costat de Lorena               |                    |                                                                                                  |
| Guaraí                             | Al costat de Piracicaba                        | 1772               | Francisco Vicente                                                                                |
| Macaúbas                           | Riu das Velhas                                 | 1715               | José Rodrigues da Fonseca                                                                        |
| Santo Hipólito                     | Rio das Velhas, al costat de Santo Hipólito    | 1725               |                                                                                                  |
| São Gonçalo                        | Al costat de Diamantina                        | 1796               | Antônio Fernandes de Oliveira                                                                    |
| Una                                | Al costat de Piracicaba                        | 1722               | Francisco Vicente                                                                                |
| Bicudo                             | Riu das Velhas, al costat de Santo Hipólito    | 1725               |                                                                                                  |
| Couto                              | Riu Couto, al costat de Magé                   | 1764               |                                                                                                  |
| Cubatão de Curitiba                | Al costat de Curitiba                          |                    |                                                                                                  |
| Cubatão de Moji do Pilar           | Al costat de Piaçaguera                        | 1786               |                                                                                                  |
| Cubatão de Paranaguá               | Al costat de Morretes                          | 1783               |                                                                                                  |
| Cubatão de Santos                  | Riu Canium, al costat de Santos                | 1795               | Bonifácio José de Andrada                                                                        |
| Jequitinhonha                      | Riu Jequitinyonya                              | 1736               |                                                                                                  |
| Juazeiro                           | Riu São Francisco, al costat de Juazeiro       | 1730               |                                                                                                  |
| Pará de Pitangui                   | Riu Paraopeba, al costat de Pitangui           | 1715               |                                                                                                  |
| Porto de Pitangui                  | Riu Pará, al costat de Pitangui                | 1715               |                                                                                                  |
| Porto do Cunha                     | Riu Paraíba, al costat d'Além Paraíba          | 1820               |                                                                                                  |
| Porto do Meira                     | Al costat de Lorena                            | 1762               |                                                                                                  |
| Porto dos Pinheiros                | Riu Pinheiros, al costat de São Paulo          | 1710               |                                                                                                  |
| Rio Apiaí                          | Riu Apiaí                                      | 1762               | Cláudio de Madureira Calheiros                                                                   |
| Rio Araçuaí                        | Riu Araçuaí                                    | 1736               |                                                                                                  |
| Rio Araranguá                      | Riu Araranguà                                  | 1788               |                                                                                                  |
| Rio Atibaia                        | Riu Atibaia, al costat de São Paulo            |                    | Bartolomeu Bueno da Silva                                                                        |
| Rio Curitiba                       | Riu Curitiba, al costat de Curitiba            | 1782               |                                                                                                  |
| Rio da Capela                      | Riu de la Capela                               | 1722               | Francisco Pinheiro de Cepeda                                                                     |
| Rio das Canoas                     | Riu das Canoas, al costat de Lajes             | 1770               | Manuel da Silva Rios                                                                             |
| Rio das Mortes                     | Rio das Mortes, al costat de São João del-Rei  | 1716               |                                                                                                  |
| Rio Inhomirim                      | Riu Inyomirim, al costat de Badia de Guanabara | 1744               |                                                                                                  |
| Rio Itapetinga                     | Riu Itapetinga                                 | 1762               |                                                                                                  |
| Rio Jacareí                        | Riu Jacareí, al costat de Jacareí              | 1762               | Pedro Martins de Siqueira                                                                        |
| Rio Jaguari o Rio Jaguari-Guaçu    | Riu Jaguari, al costat de Jaguariúna           | 1762               | Bartolomeu Bueno da Silva                                                                        |
| Rio Jaguari do Ouro Fino           | Rio Jaguari do Ouro Fino                       | 1783               |                                                                                                  |
| Rio Jaguari-Mirim                  | Riu Jaguarimirim                               | 1778               | Bartolomeu Bueno da Silva Manuel Rodrigues de Araújo Belém                                       |
| Rio Jangada                        | Riu Jangada                                    | 1761               |                                                                                                  |
| Rio Macaé                          | Riu Macaé                                      | 1753               | Vescomte d'Asseca                                                                                |
| Rio Maependi                       | Riu Baependi                                   | 1716               |                                                                                                  |
| Rio Mampituba                      |                                                |                    |                                                                                                  |
| Rio Moji-Guaçu                     | Riu Mojiguaçu                                  | 1766               | Bartolomeu Bueno da Silva Manuel Rodrigues de Araújo Belém                                       |
| Rio Paraíba                        | Riu Paraíba                                    | 1718               | Garcia Rodrigues Pais Pedro Dias Pais Leme Pedro Dias Pais Leme da Câmara José Ferreira da Veiga |
| Rio Paraibuna                      | Rio Paraibuna                                  | 1718               | Garcia Rodrigues Pais Pedro Dias Pais Leme Pedro Dias Pais Leme da Câmara José Ferreira da Veiga |
| Rio Paranapanema                   | Riu Paranapanema                               | 1762               | Marçal Ferreira dos Santos Salvador de Oliveira Leme Francisco Pinto Ferraz                      |
| Rio Paraopeba                      | Riu Paraopeba                                  | 1714               |                                                                                                  |
| Rio Pardo                          | Rio Pardo, al costat de São Paulo              | 1766               |                                                                                                  |
| Rio Pelotas                        | Riu Pelotas, al costat de Lajes                | 1770               | Apolinário de Almeida Roriz                                                                      |
| Rio São Francisco                  | Riu São Francisco, al costat de Curvelo        | 1860               | Martinho Afonso de Melo Inácio Martins Fagundes                                                  |
| Rio São João                       | Rio de Janeiro                                 | 1808               |                                                                                                  |
| Rio Sapucaí                        |                                                | 1762               |                                                                                                  |
| Rio Ubá                            | Riu Ubá                                        | 1816               |                                                                                                  |
| Rio Urucuia                        | Riu Urucuia                                    | 1738               |                                                                                                  |
| Rio Ururaí                         | Rio de Janeiro                                 | 1808               |                                                                                                  |
| Rio Verde                          | Rio Verde                                      | 1749               | Manuel de Sousa Vieira                                                                           |
| Sapucaí                            | Rio das Mortes                                 | 1736               |                                                                                                  |
| Passagem Nova da Carreira Comprida | Riu das Velhas                                 | 1740               | Antônio Bernardo de Moraes Dantas                                                                |
| Passagens de Minas Novas           | Riu Jequitinyonya i Riu Araçuaí                | segle XVIII        |                                                                                                  |
| Passagens do Rio das Velhas        | Riu das Velhas                                 | 1721               |                                                                                                  |
| Passagens do Rio Grande            | Rio Grande                                     | 1701               | José Pompeu Taques                                                                               |